# Campionato danese di pallavolo maschile
Il campionato danese di pallavolo maschile è un insieme di tornei pallavolistici per squadre di club danesi, istituiti dalla Federazione pallavolistica della Danimarca.

## Struttura
- Campionati nazionali professionistici:

VolleyLigaen: a girone unico, partecipano otto squadre.
- Campionati nazionali non professionistici:

1. Division: a due gironi, partecipano diciannove squadre.
2. Division: a tre gironi, partecipano ventinove squadre.